# Университет Хансон (станция метро)
Станция «Хансондэ-ипку» (кор. 한성대입구역 Хансондэ-ипкуёк) — подземная станция Сеульского метро на Четвёртой линии. Также известна как Самсонё. Она представлена одной островной платформой. Станция обслуживается транспортной корпорацией Сеул Метро. Расположена в квартале Тонсомун-дон (2-2 삼선동 1-가, 52 동서문로) района Сонбукку города Сеул (Республика Корея). На станции установлены платформенные раздвижные двери.
Пассажиропоток — 34 160 чел/день (на январь-декабрь 2012 года).
Станция была открыта 20 апреля 1985 года.
Открытие станции было совмещено с открытием первой очереди Четвёртой линии — участка Санъге—Университет Хансун длиной 11,8 км и еще 9 станцийː Санъге (410), Новон, Чандон, Танъгмун, Сую, Миа, Миасагори, Кирым и Женский университет Сонсин (418).
В непосредственной близости расположены университет Хансон и кампус Католического университета Кореи.